# Städtische Straßenbahnen Hamborn
Die Städtischen Straßenbahnen Hamborn waren ein Straßenbahnbetrieb der heute zu Duisburg gehörenden Stadt Hamborn.

## Geschichte
Nachdem die Stadt Hamborn 1900 selbständige Bürgermeisterei geworden war, beschloss sie, das vorhandene Straßenbahnnetz der Kreis Ruhrorter Straßenbahn AG unter eigener Regie weiter zu verdichten. Am 30. November 1910 erhielten die Städtischen Straßenbahnen Hamborn die Konzession für den Bau und Betrieb einer Straßenbahn. Bereits am 29. Oktober 1910 nahm die erste Linie von Alsum über die Stadtmitte Hamborn bis nach Buschhausen ihren Betrieb auf. Sie führte unter anderem durch einen Straßentunnel (Matenatunnel) unter dem Werksgelände der August-Thyssen-Hütte hindurch.
Im folgenden Jahr kamen zwei weitere Linien von Neumühl über Schmidthorst und Stadtmitte nach Marxloh und vom Schacht IV zur Stadtmitte hinzu. 1911 war damit das Streckennetz 16 Kilometer lang.
Bis zum 15. Oktober 1912 wurden weitere Strecken in Betrieb genommen:
- von Marxloh-Pollmann bis zum Stadion
- von Marxloh-Pollmann bis Holten Markt
- vom Bahnhof Hamborn zur Schwabenstraße.

Im Jahr 1913 verkehrten fünf Linien in einem 24,6 Kilometer langen Gesamtstreckennetz.
Das Bestreben, mit der Kreis Ruhrorter Straßenbahn AG zu kooperieren, wurde abgelehnt. Nachdem im Jahr 1929 die Stadt Hamborn mit der Stadt Duisburg vereinigt worden war, übernahm ab 1. Mai 1930 die Kreis Ruhrorter Straßenbahn AG die Betriebsführung. Drei Triebwagen der ersten Bauserie wurden 1935 an die Herkulesbahn in Kassel abgegeben. Die Städtischen Straßenbahnen Hamborn blieben als Betrieb zunächst erhalten. 1940 gingen beide Betriebe in der Duisburger Verkehrsgesellschaft AG auf.

## Relikte
Im Jahre 2012 gab es Bestrebungen, den Matenatunnel "in seinem leicht fragmentarischen Erhaltungszustand" (so die untere Denkmalbehörde) als "ein eindrückliches Zeugnis der Arbeits- und Produktionsverhältnisse im Duisburger Norden" unter Schutz zu stellen und zu erhalten.